# Biazet
Biazet S.A. (dawniej Białostockie Zakłady Podzespołów Telewizyjnych „Unitra-Biazet”) – polskie przedsiębiorstwo produkcyjne, mające swoją siedzibę w Białymstoku.

## Historia
W latach 70. i 80., gdy przedsiębiorstwo należało do Zjednoczenia Przemysłu Elektronicznego Unitra, producent telewizorów, monitorów oraz zespołów potrzebnych do ich budowy. W 1994 r. przedsiębiorstwo zostało sprywatyzowane. W 1997 r. podjęto współpracę z przedsiębiorstwem Philips. Obecnie spółka Biazet zajmuje się produkcją sprzętu AGD dla znanych światowych marek. Wśród klientów Biazet S.A. są firmy: Philips, Signify, Lavazza, Wagner GmbH, Brita GmbH oraz Electrolux. Wiodące procesy produkcyjne to wtrysk tworzyw sztucznych oraz montaż. Wiosną 2018 roku rozpoczęła się rozbudowa zakładu produkcyjnego w Białymstoku o kolejne 6000 m². W nowej części znajdzie się wtryskownia oraz magazyny.
Najważniejsze daty:
- 1970 – Biazet rozpoczął produkcję części elektronicznych dla Warszawskich Zakładów Telewizyjnych i Unitra-Unimor
- 1986 – 1996 – produkcja telewizorów Helios przez Biazet
- 1997 – rozpoczęcie współpracy z firmą Philips
- 2000 – Biazet S.A. został partnerem Fiat Auto
- 2002 – wyprodukowanie pierwszego ekspresu do kawy Senseo dla Philips
- 2004 – Biazet S.A. został partnerem Electric
- 2006 – pierwsze lampy Living Colors wyprodukowane dla Philips Lighting
- 2011 – zmontowano 20-milionowy ekspres do kawy
- 2012 – rozpoczęcie budowy nowej fabryki dla zwiększenia zdolności produkcyjnych[4]
- 2015 – inwestycja we wtryskownię oraz przejęcie narzędziowni Bianar
- 2016 – masowa produkcja wyrobów z tworzyw sztucznych
- 2017 – nowe wdrożenia do produkcji dla wszystkich klientów
- 2018 – rozbudowa wtryskowni o kolejne 6000 m²